# 原核生物の細胞骨格

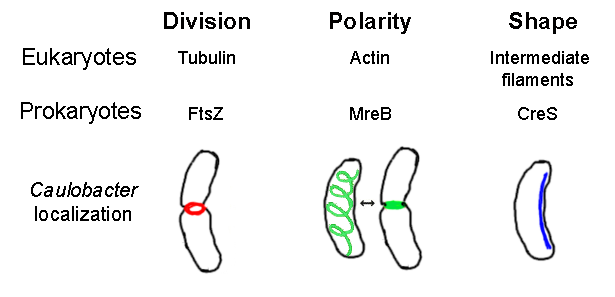
カウロバクター・クレセンタスの細胞骨格の一部。原核生物の細胞骨格の構成要素は、真核生物におけるそれらのホモログ等に対応して相同な機能を担っていると考えられている。

原核生物の細胞骨格（げんかくせいぶつのさいぼうこっかく）とは、原核生物に存在する、繊維性の生体構造を指す。かつては原核生物には細胞骨格はないと考えられていたが、近年の細胞内微細構造の視覚化技術や構造決定技法の進展によって、存在が明らかになってきた。さらに、真核生物に存在する主要な細胞骨格タンパク質のすべてについて、それらに対応するものが原核生物でも発見されている。細胞骨格は様々な原核生物において、細胞分裂、防御、形態や細胞極性の決定において主要な役割を果たしている。

## FtsZ
FtsZ は最初に同定された原核生物の細胞骨格の構成要素である。細胞分裂時に分裂部位に形成されるZリングを構成する（冒頭の画像の左図を参照）。これは真核生物のアクチン・ミオシン収縮環に類似している。Zリングは非常に動的な構造であり、伸張・収縮する原繊維の束である。しかしながらZリングの収縮機構や、いくつの原繊維がリングを構成しているのかなどは明らかになっていない。FtsZ は細胞骨格であると同時に組織化タンパク質としても機能しており、細胞分裂に不可欠である。FtsZ は細胞分裂時に最初に隔壁を構成しはじめるタンパク質であり、他の既知の細胞分裂関連タンパク質を同所に集める働きを持つ。
FtsZ の機能はアクチンと近いが、FtsZ は真核生物におけるチューブリンのホモログ（共通の祖先を持つ相同な遺伝子）である。FtsZ とチューブリンの一次構造を比べてみると関係性は弱いが、立体構造は非常に類似している。さらにチューブリンと同様、FtsZ の単量体は、GTP の存在下で GTP を加水分解して他の FtsZ と重合する。この機構はチューブリンの二量体化と類似している。FtsZ はバクテリアの細胞分裂に必須であることから、新しい抗生物質開発のターゲットとなっている。
なお FtsZ は、細胞内共生による細胞小器官の獲得に伴い、ホモログだけではなく FtsZ 自体も真核生物のゲノムにも含まれている。シアノバクテリアが持ち込んだ葉緑体型 Fts Z は植物の細胞核ゲノムにコードされており、原核生物の場合と同様に葉緑体の分裂リングの形成を担う。また単細胞紅藻のシアニディオシゾンや一部の黄金色藻では、α-プロテオバクテリア由来のミトコンドリア型 FtsZ も報告されている。

## MreB
MreB は真核生物におけるアクチンのアナログ（祖先を異にする、もしくは進化的な関係は不明だが同じ機能を担う相似の遺伝子）だと考えられている、原核生物のタンパク質である。MreB とアクチンとの一次構造の類似性は低いが、立体構造および重合して線維を形成するという機能はきわめて類似している。
球菌でない原核生物のほとんどすべてが、細胞の形態決定を MreB に依っている。MreB は細胞膜の直下に、細胞の全長に及ぶ繊維構造からなる螺旋状のネットワークを形成する（冒頭の画像の中央を参照）。MreB はペプチドグリカン合成酵素の局在および活性に影響を与える作用と、細胞膜直下で強固な線維構造を形成して細胞の形状を支持する外向きの力を与える機能により、細胞の形態を決定している。MreB はカウロバクター・クレセンタス（Caulobacter crescentus）において、細胞分裂の前に通常の螺旋状ネットワークの形態から凝縮し、分裂面の隔壁に強固な環を形成する。この機構は同細菌の非対称な隔壁形成を助けていると考えられている。MreB はまた細胞極性のあるバクテリアにおいて、極性決定にも重要な働きをしている。例えば C. crescentus では、少なくとも4種類の局在性タンパク質の位置決定の要因となっている。

## クレセンチン
クレセンチン（crescentin、creS 遺伝子にコードされる）は、真核生物の中間径フィラメントのアナログである。本稿の他のタンパク質とは異なり、クレセンチンは中間径フィラメントとの配列類似性が高く、さらに立体構造も類似している。creS 遺伝子の塩基配列レベルでは、サイトケラチン19の配列に対して 25% が一致し、40% の領域で相同性が認められる。また核ラミンAに対しては 24% が一致、40% の領域で相同性がある。加えてクレセンチン繊維はおよそ直径 10nm であり、これは真核生物の中間径フィラメントの直径範囲（8-15nm）に収まる。クレセンチンは原核細胞の長軸方向に端から端までの連続した繊維の形態をとり、三日月形のバクテリアである C. crescentus では屈曲の内側に位置している（冒頭の画像の右図を参照）。MreB とクレセンチンはいずれも、C. crescentus がその特徴的な形態を保つ上で必要である。MreB は細胞の桿形を作り出し、クレセンチンはその形を曲げて三日月型にしているものと考えられている。

## ParM と SopA
ParM は細胞骨格の要素であり、構造的にはアクチンに類似しているものの、機能面ではむしろチューブリンに似ている。ParM は両方向に重合し、また動的不安定の性質を示す。どちらの振る舞いもチューブリンの重合の性質と同じである。ParM は ParR および parC とともに、R1プラスミドの分配に関わるシステムを構成している。ParM はDNA結合タンパク質である ParR に付加し、ParR はR1プラスミドの parC 領域にある直接反復配列に対して特異的に結合する。この結合が ParM フィラメントの両端で起き、フィラメントが伸張することでプラスミドが分離される。以上のような一連の仕組みは真核生物の染色体分離に相当する。つまり ParM が真核生物の紡錘体中のチューブリン、ParR が動原体複合体、parC が染色体のセントロメアの役割をそれぞれ果たしている。Fプラスミドの分離においても類似のシステムが存在している。SopA が細胞骨格繊維の役を果たし、同様に動原体に相当する SopB が セントロメアに相当する Fプラスミドの sopC 配列に結合する。

## MinCDE システム

MinCDE システムの模式図。細胞の両極に形成される MinCD/E のリングと、MinC を避けて細胞中央に形成される FtsZ リング。

MinCDE システムは繊維構造であり、大腸菌において細胞中央への正確な分裂面の決定を担う。Shih らによれば、MinC タンパク質はZリングの重合を阻害して隔壁の形成を妨げる。MinC、MinD、MinE は螺旋状の構造を構成して細胞の周囲に沿って巻き付き、MinD によって細胞膜に結合している。MinCD の複合体による螺旋はリングを形成して細胞の局部分に位置し、MinE が作るEリングと呼ばれる構造を境に終始している。Eリングは細胞の中央付近から極へと収縮しながら進み、それに伴い MinCD の螺旋を分解する。同時に、分解された MinC と MinD は反対側の極へと移動し、螺旋を再構成する。このプロセスが繰り返されると、MinCDE の構造体が細胞の両極間で振動することになる。この振動は結果として MinC（隔壁の形成を阻害する働きを持つ）の時間的濃度を細胞の中央付近で低く保ち、細胞中央でのZリング形成を導く。
このような Min タンパク質のダイナミックな挙動は、細胞膜を模倣した人工的な脂質二重膜を用いて in vitro で再現されている。